# Alexandriani Sikelianou
Alexandriani Sikelianou är en grekisk skådespelerska.

## Roller (i urval)
- (2000) - I Piso Porta
- (1996) - Palirroia TV-serie
- (1995) - I Ligeri TV-serie
- (1995) - Prova Nifikou TV-serie